# 8 novembre 1969
Le samedi 8 novembre 1969 est le 312e jour de l'année 1969.

## Naissances
- Boris Terral, acteur français
- Catherine Schaub, metteur en scène et comédienne française
- Christophe Woehrle, historien français
- Joe Duer, acteur américain
- Marie-Laure Dagoit, écrivain, artiste et éditrice française
- Martin van Steen, cycliste néerlandais
- Olivier Ferrand (mort le 30 juin 2012), homme politique français
- Pascal Maurin, joueur de rugby français
- Roxana Zal, actrice américaine
- Thierry Bricaud, coureur cycliste français
- Thongchai Jaidee, golfeur thaïlandais

## Décès
- Dave O'Brien (né le 31 mai 1912), réalisateur américain
- Harry Mallin (né le 1er juin 1892), boxeur anglais
- Kam Tong (né le 18 décembre 1906), acteur américain
- Vesto Slipher (né le 11 novembre 1875), astronome américain
- Wolf Durian (né le 19 octobre 1892), journaliste, traducteur et auteur allemand

## Événements
- Fin de la mini série française Jacquou le Croquant
- Début de la série télévisée américaine Night Gallery